# Martinet de nit comú

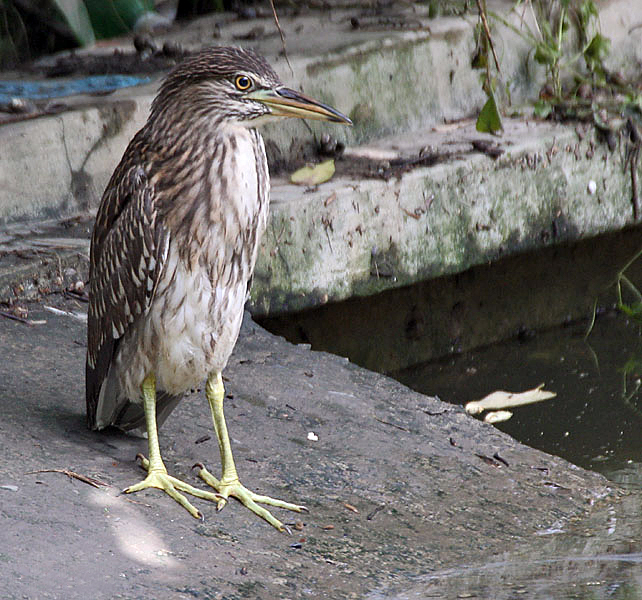
Exemplar immadur de l'Índia

El martinet de nit, martinet d’olivera,martinet de garrofera o martinet, orval o doral (Nycticorax nycticorax) és una ardèida rabassuda que rep aquest nom pels seus costums crepusculars. El nom comú d'aquest ocell (martinet de nit) es fa extensiu a l'altra espècie del seu gènere, i als propers gèneres Nyctanassa i Gorsachius.
Nom vernacle al Delta del Llobregat: Martinet negre

## Descripció
- És un ocell de port rodanxó i de potes relativament curtes.
- Presenta el dors i el pili negres, les ales predominantment grises i el coll i el ventre blancs.
- A l'estiu presenta una característica trossa blanca penjant.

## Hàbitat
Es troba a les zones humides o bé en extensions d'aigües estancades o corrents. Li agrada molt posar-se en els arbres, bé que també aprofita els canyissars.
És típic veure els seus nius en els boscos de ribera.

## Costums
És un ocell estival i nidificant que arriba als Països Catalans als mesos de març i abril.
Es pot observar en època de cria al Delta de l'Ebre, als Aiguamolls de l'Empordà i a l'Albufera de València. També és habitual veure'l com a migrant, i a l'hivern se'n poden trobar alguns.

## Reproducció
La data d'inici de l'estació reproductora és variable segons les localitats on s'assenta la colònia: tractant-se, com es tracta, d'animals que nidifiquen en colònies molte vegades mixtes, i que comparteixen amb altres espècies d'ardèids, la construcció dels nius i les postes oscil·la entre els mesos d'abril i juny.
El volum de la posta va de 2 a 7 ous per niu. Els ous són postos en intervals de dos dies cada un.